# 피츠필드 메츠
피츠필드 메츠(Pittsfield Mets)는 미국 매사추세츠주 피츠필드를 연고로 뒀던 과거의 마이너 리그 베이스볼 팀이다. 뉴욕 펜 리그 소속이었으며, 쇼트 시즌 A팀이었다.
1989년 창단되었으며, 창단 이후 2000년까지 뉴욕 메츠 산하에 있다가, 2001년에 휴스턴 애스트로스 산하로 자리를 옮겼다가 다음해부터 트라이시티 밸리캐츠로 팀명이 변경되었다.